# Pseudotriccus pelzelni
A Pseudotriccus pelzelni a madarak (Aves) osztályának verébalakúak (Passeriformes) rendjébe és a királygébicsfélék (Tyrannidae) családjába tartozó faj.

## Előfordulása
Panama, Kolumbia, Ecuador és Peru területén honos. A természetes élőhelye szubtrópusi és trópusi síkvidéki és hegyi esőerdők.

## Alfajai
- Pseudotriccus pelzelni annectens (Salvadori & Festa, 1899)
- Pseudotriccus pelzelni berlepschi Nelson, 1913
- Pseudotriccus pelzelni pelzelni Taczanowski & Berlepsch, 1885
- Pseudotriccus pelzelni peruvianus Bond, 1947

## Megjelenése
Átlagos testtömege 10.45 gramm.